# Porto Rico nos Jogos Olímpicos de Inverno de 2002
Porto Rico participou dos Jogos Olímpicos de Inverno de 2002 em Salt Lake City, nos Estados Unidos. O país estreou nos Jogos em 1984 e em Salt Lake City fez a sua 6.ª apresentação, sem conquistar nenhuma medalha.
A equipe de Bobsleigh não competiu quando um atleta (Michael Gonzales (atleta) Michael Gonzales) não cumpriu as regras do Comitê Olímpico de Porto Rico sobre elegibilidade. Depois disso, o Comitê Olímpico de Porto Rico retirou o reconhecimento da Federação de Esportes de Inverno para a ilha, efetivamente acabando com as esperanças de atletas competindo nas Olimpíadas de Inverno.